# Viksefjorden
Viksefjorden er en fjord i kommunene Sveio og Haugesund der danner grænse mellem  Vestland og Rogaland fylker i Norge. Den er omkring 5,5 kilometer lang, fra Sletta til Våge. Viksefjorden har indløb fra Sletta gennem Sørasundet og Nordresund ved øerne Smørsundsholmen og Trettøya, som ligger i indløbet. Den yderste del af fjorden, som kaldes Smørsundet er smal, og her ligger bebyggelsen Straumen. Efter Smørsundet bliver fjorden langt bredere, og strækker sig i flere retninger.
Der ligger flere små bygder langs fjorden. Hagland ligger i øst, i nord ligger Vikse, som har givet navn til fjorden, og Våga ligger i sydøst. Mod nordøst ligger en vig der kaldes Øyr, og inderst i denne ligger bebyggelsen  Våge. Der ligger flere små øer i denne indre del af Viksefjorden, hvoraf den største er Støleøya som er 500 meter lang.